# Daniele Cacia
Daniele Cacia (Catanzaro, 23 agosto 1983) è un ex calciatore italiano di ruolo attaccante.
È il terzo miglior marcatore nella storia della Serie B con 134 reti.

## Caratteristiche tecniche
Il suo ruolo principale era la prima punta, tuttavia veniva schierato anche come attaccante esterno. Abile finalizzatore, era dotato di una buona tecnica di base.

## Carriera

### Club

#### Inizi
Cacia cresce calcisticamente nel Piacenza, squadra con cui esordisce nel campionato di Serie B 2000-2001 col Crotone il 9 marzo 2001, a meno di 18 anni. Nel 2002-2003 è ceduto in prestito alla Ternana, con la quale non scende mai in campo a causa di un grave infortunio (frattura del perone) rimediato in precampionato; a gennaio 2003 va alla SPAL in Serie C1, con la quale disputa tre partite.
Nel 2003-2004 ritorna al Piacenza con il quale disputa 13 partite segnando il suo primo gol nel campionato cadetto nella partita persa 3-2 in casa col Napoli. Dopo aver giocato sei partite della stagione successiva, a gennaio 2005 si trasferisce alla Pistoiese in Serie C1 dove disputa uno spezzone di campionato con 8 reti in 12 presenze.
Tornato a Piacenza, diventa titolare durante il campionato di Serie B 2005-2006, realizzando 18 reti in 37 partite. Nella stagione successiva, conclusa al quarto posto dietro Juventus, Genoa e Napoli, subisce il secondo grave infortunio della sua carriera, fratturandosi il malleolo nel corso della partita contro il Crotone e conclude la stagione in anticipo con 28 partite e 14 reti.

#### L'approdo in Serie A
A agosto 2007, Cacia è acquistato in comproprietà dalla Fiorentina per una cifra intorno ai € 4,5 milioni. Dovendo recuperare dal grave infortunio, rimane in prestito a Piacenza fino al gennaio 2008, totalizzando 2 reti prima della sosta natalizia. A gennaio 2008 passa alla Fiorentina, esordendo il 16 gennaio nel ritorno degli ottavi di Coppa Italia contro l'Ascoli. La prima rete in maglia viola arriva nel ritorno dei sedicesimi di finale di Coppa UEFA contro i norvegesi del Rosenborg, vinto 2-1 dalla Fiorentina.
A giugno 2008 è riscattato dal Piacenza alle buste per una cifra vicina ai 2.9 milioni di euro, l'11 luglio si trasferisce in comproprietà al Lecce per 3 milioni di euro. Segna il primo gol con i salentini nella partita contro Palermo (1-1). Segna poi il momentaneo pareggio nella partita casalinga persa 2-1 contro la Juventus. Il 22 febbraio 2009 si infortuna nella gara con la Lazio riportando una frattura del perone. Il 28 febbraio si sottopone ad intervento chirurgico a Pavia.

#### Il prestito alla Reggina e il ritorno a Piacenza
Nella stagione 2009-2010 è ceduto in prestito alla Reggina in Serie B dove disputa 27 partite segnando 4 gol. Il 25 giugno 2010 Piacenza e Lecce rinnovano la comproprietà, e il giocatore si trasferisce in prestito a Piacenza, tornando nella squadra che l'ha lanciato.
Nella prima partita ufficiale col Piacenza, secondo turno di Coppa Italia con la Virtus Lanciano, segna la tripletta nella vittoria finale (5-3). A inizio campionato patisce la crisi della squadra piacentina segnando un gol nelle prime sei giornate, poi incomincia a segnare realizzando, tra l'altro, una tripletta contro il Vicenza. Chiude il campionato al terzo posto in classifica marcatori serie B con 17 gol, a cui aggiunge una rete nei playout persi contro l'AlbinoLeffe, che comportano la retrocessione del Piacenza in Lega Pro Prima Divisione.

#### Il ritorno al Lecce e il passaggio al Padova
La comproprietà tra Lecce e Piacenza si risolve alle buste. Il giocatore il 25 giugno 2011 passa al Lecce, che ha offerto un milione di euro, superiore all'offerta di 750 000 del Piacenza. Il 28 agosto 2011 i pugliesi si accordano col Padova per il passaggio del giocatore con prestito e diritto di riscatto. Debutta due giorni dopo, il 30 agosto nella sfida vinta 1-0 con la Reggina entrando al minuto 22 della ripresa. Segna il primo gol con la maglia biancoscudata il 16 settembre nella partita pareggiata 2-2 in casa del Verona. A fine stagione, dopo 11 reti in 33 presenze in serie cadetta, non viene riscattato e fa ritorno al Lecce.

#### Il trasferimento all'Hellas Verona
A pochi minuti dalla chiusura della sessione trasferimenti estiva 2012 (31 agosto), Lecce ed Hellas Verona si accordano per il trasferimento di Cacia agli scaligeri a titolo definitivo. Fa il suo debutto con la maglia gialloblu il giorno successivo nella sfida casalinga con lo Spezia finita 1-1. Il 25 settembre realizza la tripletta nel 3-0 esterno col Varese. Il 22 aprile 2013, con la doppietta col Brescia, stabilisce il record assoluto di gol segnati in una singola stagione con la maglia dell'Hellas Verona. Chiude la stagione con 24 reti in 39 partite ottenendo la promozione in Serie A e il titolo di capocannoniere della serie B.
L'anno successivo è chiuso da Luca Toni e colleziona appena 13 presenze in serie A e nessun gol. A fine stagione scade il suo contratto e si svincola dalla società scaligera.

#### Trasferimento al Bologna
Il 5 agosto 2014 viene ingaggiato dal Bologna, con il quale debutta il 17 agosto nella sconfitta per 1-2 contro l'Aquila valida per il secondo turno di Coppa Italia. Segna la prima rete coi felsinei il 29 agosto nella prima giornata di campionato realizzando un rigore da lui stesso procurato nella sconfitta esterna per 2-1 contro il Perugia. Il 28 dicembre realizza la sua prima doppietta in rossoblù contro il Virtus Lanciano mentre il 19 gennaio 2015 segna il suo 100º gol in Serie B (comprendendo anche gli incontri di play-off e play-out) in Bologna-Perugia 2-1. Chiude la stagione con 11 reti in 38 presenze in campionato, 1 presenza senza reti in Coppa Italia e 3 presenze con 1 rete nei play-off nei quali ottiene la sua terza promozione in Serie A. Ottenuta la promozione il contratto col Bologna viene automaticamente rinnovato per un'altra stagione ma non viene incluso nella lista di 25 giocatori che disputeranno il campionato di Serie A.

#### Passaggio all'Ascoli
L'11 settembre 2015 viene quindi ceduto a titolo definitivo all'Ascoli, con cui firma un contratto biennale. Fa il suo debutto con i bianconeri il giorno successivo nella sconfitta per 2-0 in casa della Virtus Lanciano. Segna la sua prima rete con i marchigiani il 3 ottobre nella vittoria per 4-0 in casa del Como. Il 1º marzo 2016, in occasione della partita vinta 2-1 contro il Modena grazie ad una sua doppietta, veste per la prima volta la fascia da capitano dell'Ascoli, grazie alla squalifica di Giorgi. Termina la stagione con 17 reti in 34 partite, chiudendo la classifica cannonieri al secondo posto al pari di Francesco Caputo e alle spalle di Gianluca Lapadula, contribuendo alla salvezza dell'Ascoli e venendo nominato miglior attaccante dell'anno della Serie B agli Italian Sport Awards. Il 25 luglio prolunga il contratto con l'Ascoli fino al 30 giugno 2018. Nella sua seconda stagione in terra marchigiana, parzialmente condizionata da problemi fisici, mette a segno 12 reti in 33 presenze, contribuendo al raggiungimento della salvezza.

#### L'approdo a Cesena e il trasferimento al Novara
Il 31 agosto 2017, ultimo giorno di calciomercato, rescinde il contratto con i marchigiani e passa a titolo definitivo al Cesena. Debutta con i romagnoli il successivo 3 settembre nel pareggio casalingo per 0-0 contro il Venezia. Il 15 settembre segna le sue prime due reti con i romagnoli, alla prima partita da titolare, nella vittoria per 3-1 contro l'Avellino. Ai primi di ottobre subisce una lesione di secondo grado al gemello mediale del polpaccio della gamba sinistra, venendo così costretto ad uno stop di circa due mesi. Anche dopo il rientro dall'infortunio al polpaccio la sua stagione è caratterizzata dal problemi fisici che condizionano il suo impiego, limitato a fine stagione a 16 presenze nelle quali mette a segno tre reti.
Dopo essere rimasto svincolato dai romagnoli e aver preso parte, nel luglio 2018, al ritiro per calciatori senza contratto organizzato dall'AIC, il 22 agosto 2018 si trasferisce al Novara, con cui firma un contratto fino al giugno 2020. Debutta con i piemontesi il 30 settembre successivo nella partita pareggiata 1-1 contro la Juventus U23, nella quale segna un gol in rovesciata.
Dopo aver vestito occasionalmente la fascia di capitano nella prima parte di stagione, in caso di assenza del capitano Chiosa e del vice-capitano Schiavi, a partire dalla partita vinta per 1-0 contro l'Albissola del 21 gennaio 2019, inizia a vestire regolarmente la fascia a causa della decisione dell'allenatore Viali di promuoverlo vice-capitano al posto di Schiavi e della successiva cessione di Chiosa all'Entella. Termina la stagione, nella quale il Novara viene eliminato al secondo turno dei play-off, totalizzando 11 reti in 30 presenze in campionato, una rete in 2 presenze nei play-off ed una presenza in coppa Italia serie C.

#### Ritorno a Piacenza
Il 18 luglio 2019 torna per la quarta volta al Piacenza, militante in Serie C, firmando un contratto annuale. Il 25 settembre successivo, sigla una rete in campionato, nella vittoria interna per 3-1 contro il Ravenna. Dopo 5 mesi, dopo 1 rete in 14 presenze di campionato e 1 rete in 3 presenze tra Coppa Italia e Coppa Italia Serie C, lascia il Piacenza, rescindendo consensualmente il contratto il 12 dicembre dello stesso anno.

#### Nei dilettanti
Nell'agosto 2021, dopo un anno e mezzo di inattività, ufficializza il suo passaggio al Nibbiano & Valtidone, squadra militante nel campionato di Eccellenza. Il 19 settembre 2021 fa il suo debutto con i valtidonesi nella partita vinta per 2-0 contro il Felino. Segna la sua prima rete con la nuova maglia il 6 novembre 2021 nella partita pareggiata 2-2 con l'Agazzanese. A fine anno, condizionato da alcune problematiche di natura fisica, totalizza 2 reti in 19 presenze di campionato, rimanendo poi svincolato.

### Nazionale
Vanta sei convocazioni e quattro presenze con le Nazionali giovanili azzurre: una con l'Under-17, tre con l'Under-19.

## Statistiche
Tra club e nazionali giovanili, Cacia ha totalizzato globalmente 496 presenze segnando 172 reti, alla media di 0,35 gol a partita.

### Presenze e reti nei club
| Stagione             | Squadra              | Campionato           | Campionato | Campionato | Coppe nazionali | Coppe nazionali | Coppe nazionali | Coppe continentali | Coppe continentali | Coppe continentali | Altre coppe | Altre coppe | Altre coppe | Totale | Totale |
| Stagione             | Squadra              | Comp                 | Pres       | Reti       | Comp            | Pres            | Reti            | Comp               | Pres               | Reti               | Comp        | Pres        | Reti        | Pres   | Reti   |
| -------------------- | -------------------- | -------------------- | ---------- | ---------- | --------------- | --------------- | --------------- | ------------------ | ------------------ | ------------------ | ----------- | ----------- | ----------- | ------ | ------ |
| 2000-2001            | Piacenza             | B                    | 1          | 0          | CI              | 0               | 0               | -                  | -                  | -                  | -           | -           | -           | 1      | 0      |
| 2001-2002            | Piacenza             | A                    | 0          | 0          | CI              | 0               | 0               | -                  | -                  | -                  | -           | -           | -           | 0      | 0      |
| 2002-gen. 2003       | Ternana              | B                    | 0          | 0          | CI              | 0               | 0               | -                  | -                  | -                  | -           | -           | -           | 0      | 0      |
| gen.-giu. 2003       | SPAL                 | C1                   | 3          | 0          | CI-C            | 0               | 0               | -                  | -                  | -                  | -           | -           | -           | 3      | 0      |
| 2003-2004            | Piacenza             | B                    | 13         | 1          | CI              | 0               | 0               | -                  | -                  | -                  | -           | -           | -           | 13     | 1      |
| 2004-gen. 2005       | Piacenza             | B                    | 6          | 0          | CI              | 0               | 0               | -                  | -                  | -                  | -           | -           | -           | 6      | 0      |
| gen.-giu. 2005       | Pistoiese            | C1                   | 12         | 8          | CI-C            | 0               | 0               | -                  | -                  | -                  | -           | -           | -           | 12     | 8      |
| 2005-2006            | Piacenza             | B                    | 37         | 18         | CI              | 3               | 3               | -                  | -                  | -                  | -           | -           | -           | 40     | 21     |
| 2006-2007            | Piacenza             | B                    | 28         | 14         | CI              | 2               | 2               | -                  | -                  | -                  | -           | -           | -           | 30     | 16     |
| 2007-gen. 2008       | Piacenza             | B                    | 6          | 2          | CI              | 0               | 0               | -                  | -                  | -                  | -           | -           | -           | 6      | 2      |
| gen.-giu. 2008       | Fiorentina           | A                    | 3          | 0          | CI              | 2               | 0               | CU                 | 2                  | 1                  | -           | -           | -           | 7      | 1      |
| 2008-2009            | Lecce                | A                    | 22         | 2          | CI              | 1               | 0               | -                  | -                  | -                  | -           | -           | -           | 23     | 2      |
| 2009-2010            | Reggina              | B                    | 27         | 4          | CI              | 0               | 0               | -                  | -                  | -                  | -           | -           | -           | 27     | 4      |
| 2010-2011            | Piacenza             | B                    | 34+2       | 17+1       | CI              | 2               | 3               | -                  | -                  | -                  | -           | -           | -           | 38     | 21     |
| 2011-2012            | Padova               | B                    | 33         | 11         | CI              | 0               | 0               | -                  | -                  | -                  | -           | -           | -           | 33     | 11     |
| 2012-2013            | Verona               | B                    | 39         | 24         | CI              | 2               | 1               | -                  | -                  | -                  | -           | -           | -           | 41     | 25     |
| 2013-2014            | Verona               | A                    | 13         | 0          | CI              | 2               | 0               | -                  | -                  | -                  | -           | -           | -           | 15     | 0      |
| Totale Hellas Verona | Totale Hellas Verona | Totale Hellas Verona | 52         | 24         |                 | 4               | 1               |                    | -                  | -                  |             | -           | -           | 56     | 25     |
| 2014-2015            | Bologna              | B                    | 38+3       | 11+1       | CI              | 1               | 0               | -                  | -                  | -                  | -           | -           | -           | 42     | 12     |
| ago.-set. 2015       | Bologna              | A                    | 0          | 0          | CI              | 1               | 0               | -                  | -                  | -                  | -           | -           | -           | 1      | 0      |
| Totale Bologna       | Totale Bologna       | Totale Bologna       | 38+3       | 11+1       |                 | 2               | 0               |                    | -                  | -                  |             | -           | -           | 43     | 12     |
| set. 2015-2016       | Ascoli               | B                    | 34         | 17         | CI              | 0               | 0               | -                  | -                  | -                  | -           | -           | -           | 34     | 17     |
| 2016-2017            | Ascoli               | B                    | 33         | 12         | CI              | 0               | 0               | -                  | -                  | -                  | -           | -           | -           | 33     | 12     |
| Totale Ascoli        | Totale Ascoli        | Totale Ascoli        | 67         | 29         |                 | 0               | 0               |                    | -                  | -                  |             | -           | -           | 67     | 29     |
| 2017-2018            | Cesena               | B                    | 16         | 3          | CI              | 0               | 0               | -                  | -                  | -                  | -           | -           | -           | 16     | 3      |
| 2018-2019            | Novara               | C                    | 30+2       | 11+1       | CI+CI-C         | 1+0             | 0               | -                  | -                  | -                  | -           | -           | -           | 33     | 12     |
| lug.-dic. 2019       | Piacenza             | C                    | 14         | 1          | CI+CI-C         | 2+1             | 1+0             | -                  | -                  | -                  | -           | -           | -           | 17     | 2      |
| Totale Piacenza      | Totale Piacenza      | Totale Piacenza      | 139+2      | 53+1       |                 | 10              | 9               |                    | -                  | -                  |             | -           | -           | 151    | 63     |
| 2021-2022            | Nibbiano & Valtidone | Ecc                  | 19         | 2          | CI-Dil. E-R     | 0               | 0               | -                  | -                  | -                  | -           | -           | -           | 19     | 2      |
| Totale carriera      | Totale carriera      | Totale carriera      | 469        | 161        |                 | 20              | 10              |                    | 2                  | 1                  |             | -           | -           | 491    | 172    |

## Palmarès

### Individuale
- Capocannoniere della Serie B: 1

2012-2013 (24 gol)